# منیزیم سیلیکات مصنوعی
منیزیم سیلیکات (به انگلیسی: Synthetic magnesium silicate) با فرمول شیمیایی MgO:XSiO۲•H۲O یک ترکیب شیمیایی است. 